# Schloss Bietigheim

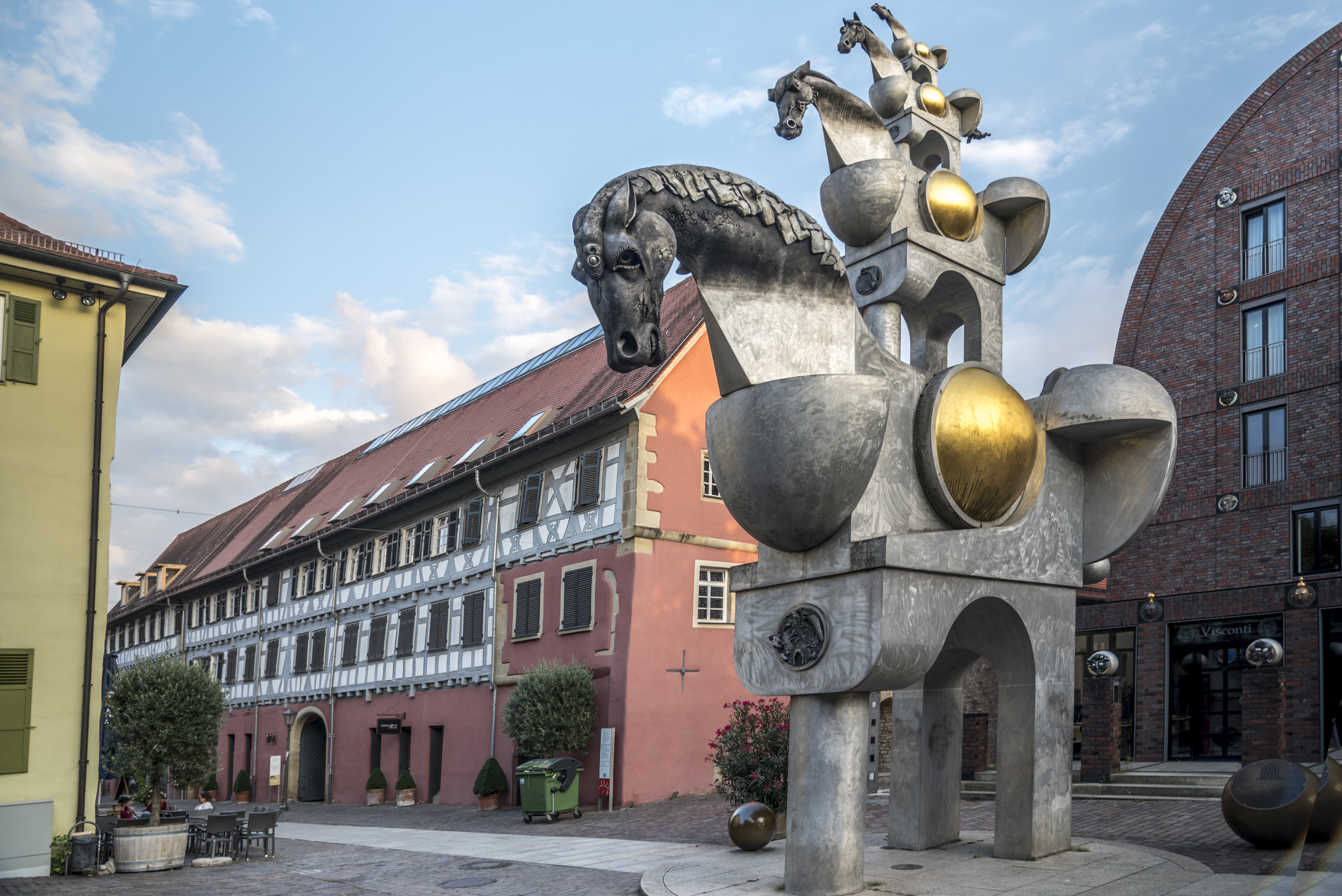
Bietigheimer-Schloss

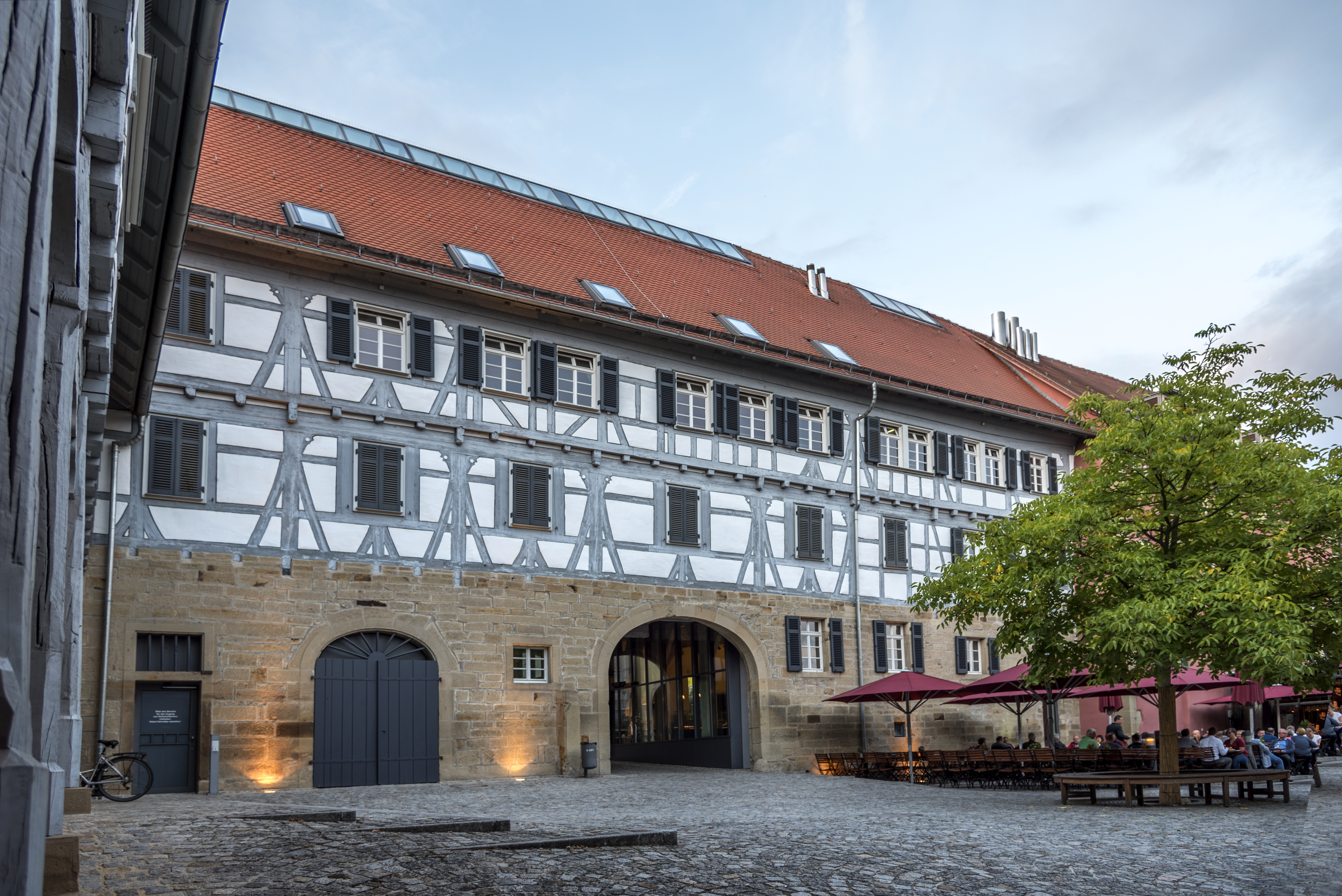
Bietigheimer-Schloss-Innenhof

Das Schloss Bietigheim ist ein Schloss in Bietigheim-Bissingen im Landkreis Ludwigsburg in Baden-Württemberg.

## Lage
Das Schloss befindet sich am südwestlichen Rand der Altstadt Bietigheims in der Nähe des Marktplatzes.

## Geschichte
Die gesamte Schlossanlage soll auf Bestreben von Antonia Visconti, Ehefrau von Graf Eberhard III. von Württemberg, 1386 erbaut worden sein. Zur Anlage zählten der Amtshof, das Schloss, ein Fruchtkasten, Keller und Schlosskelter. Nach der Eingliederung Ingersheims in das Amt Bietigheim wurde wegen Platzmangels im Amtshof 1506 das Neue Schloss oder Württembergische Amtsschloss errichtet, welches den Amtssitz des Vogtes darstellte. Dieses wurde 1542 zur heutigen Größe ausgebaut. Im Jahre 1707 wurden mehrere Gebäude durch einen Brand schwer beschädigt, einzig das Amtshaus blieb unversehrt. Da das Alte Schloss seit 1667 unbewohnt war, entschied sich der Herzog von Württemberg, es nicht wieder aufbauen zu lassen. Die Ökonomiegebäude des Schlosses wurden jedoch von der Landeskirchengutsverwaltung und der Rentkammer Bietigheim in den nachfolgenden Jahren neu gebaut.

## Heutige Nutzung
Vom 19. Jahrhundert bis in das Jahr 1999 befand sich im Amthaus das Finanzamt der Stadt Bietigheim(-Bissingen). In den Jahren 2000 bis 2002 wurde der Komplex renoviert. Seitdem befinden sich in den Gebäuden u. a. die Musikschule und das Kultur- und Sportamt der Stadt, eine Volkshochschule sowie eine Brauerei und zwei Läden.